# Wexford FC
Wexford FC is een Ierse voetbalclub uit de stad Wexford. De club kreeg onder de naam Wexford Youths FC een licentie voor de tweede klasse nadat Dublin City FC aan het einde van seizoen 2006 de boeken neerlegde.
De club wil een uniek instituut zijn in het Ierse voetbal en stelt enkel spelers op die uit de regio van Wexford komen. In het eerste seizoen in de First Division eindigde de club op een voorlaatste plaats, met vijf punten voorsprong op Kilkenny City, dat intussen de boeken neerlegde. In 2015 promoveerde de club voor het eerst naar de League of Ireland Premier Division. In 2017 werd het achtervoegsel Youths uit de naam gehaald.

## Erelijst
- First Division

2015

## Overzichtslijsten

### Eindklasseringen vanaf 2007
| 9 |

| 7 |

| 6 |

| 7 |

| 10 |

| 4 |

| 5 |

| 4 |

| 1 |

| 11 |

| 7 |

| 9 |

| 9 |

| 10 |

| 10 |

| 6 |

| 4 |

| 3 |

| Premier Division | First Division |

### Seizoensresultaten vanaf 2007
| Seizoen | Competitie       | Niveau | Eindstand | FAI Cup      | Opmerking                                                     |
| ------- | ---------------- | ------ | --------- | ------------ | ------------------------------------------------------------- |
| 2007    | First Division   | II     | 9         | 2e ronde     |                                                               |
| 2008    | First Division   | II     | 7         | 8e finale    | Finalist League Cup > Derry City FC: 1-6                      |
| 2009    | First Division   | II     | 6         | 3e ronde     |                                                               |
| 2010    | First Division   | II     | 7         | 3e ronde     |                                                               |
| 2011    | First Division   | II     | 10        | 8e finale    |                                                               |
| 2012    | First Division   | II     | 4         | 3e ronde     | Ligatopscorer ex aequo: Daniel Furlong (13)                   |
| 2013    | First Division   | II     | 5         | 2e ronde     |                                                               |
| 2014    | First Division   | II     | 4         | 3e ronde     |                                                               |
| 2015    | First Division   | II     | 1         | 2e ronde     | Ligatopscorer: Daniel Furlong (30)                            |
| 2016    | Premier Division | I      | 11        | kwartfinale  | pd-wedstrijden > Drogheda United FC: 2-0/0-3                  |
| 2017    | First Division   | II     | 7         | 1e ronde     | Naamswijziging van Wexford Youths in Wexford FC               |
| 2018    | First Division   | II     | 9         | 1e ronde     |                                                               |
| 2019    | First Division   | II     | 9         | 1e ronde     |                                                               |
| 2020    | First Division   | II     | 10        | 2e ronde     | competitie na 18 wedstrijden afgebroken i.v.m. coronapandemie |
| 2021    | First Division   | II     | 10        | kwartfinale  |                                                               |
| 2022    | First Division   | II     | 6         | 2e ronde     |                                                               |
| 2023    | First Division   | II     | 4         | kwartfinale  | 1e ronde promotie play-offs > Cobh Ramblers FC: 0-1           |
| 2024    | First Division   | II     | 3         | halve finale | 1e ronde promotie play-offs > Athlone Town FC: 0-1 / 0-0      |
| 2025    | First Division   | II     | .         |              |                                                               |